# Aschot III.

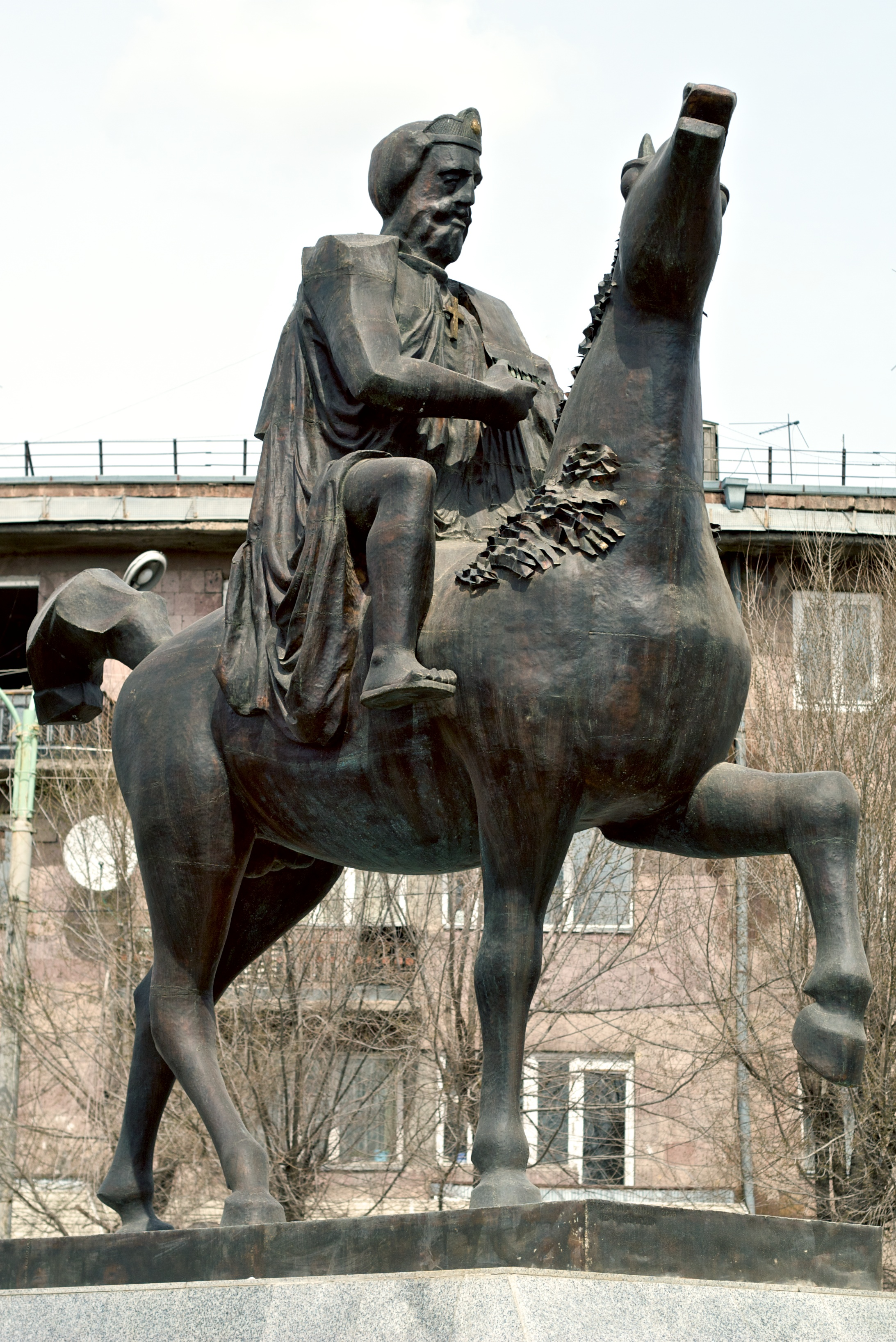
Statue von Ashot III. in Gyumri

Aschot III. (armenisch Աշոտ Գ, auch: Aschot III., der Gnädige, Աշոտ Գ. Ողորմած, A. III. Oghormats) war ein König Armeniens aus der Dynastie der Bagratiden. Er regierte von 952/53 bis 977. Von einigen ausländischen Königen wurde er als „Schahanschah“ (König der Könige) von „Mets Hayk“ (Großarmenien) bezeichnet. Er verlegte seinen Regierungssitz nach Ani, von wo aus er viele Entwicklungen im ganzen Königreich anregte. Armenien erlebte während seiner Regierung eine goldene Ära, die sich auch während der Regierung seiner Söhne und Nachfolger Sembat II. (977–89) und Gagik I. (990–1020) fortsetzte.

## Regierungszeit
Im ersten Jahr seiner Herrschaftszeit führte Aschot einen Angriff, um die Stadt Dvin von der Herrschaft der muslimischen Schaddadiden zu befreien, was jedoch scheiterte. Trotz dieses Versagens konnte Aschot die Herrschaft in seinem Königreich stärken, wobei er die Armenische Apostolische Kirche besonders förderte im Austausch für ihre Unterstützung. Während seiner Regierungszeit verlegte auch der Katholikos Anania von Mok den Patriarchensitz nach Argina in der Nähe von Ani.
961 wurde Ani offiziell zur Hauptstadt erhoben, und Aschot selbst sorgte für den Ausbau und die Erweiterung der Stadt. Er ließ eine Stadtmauer erbauen, die später nach ihm benannt werden sollte, und unterstützte die Errichtung von Klöstern, Hospitälern, Schulen und Armenhäusern. Seine Gemahlin, die Königin Khosrovanuysh, unterstützte persönlich den Bau der Kirchen im Kloster Sanahin und in Haghpat.
Im Krieg zwischen dem byzantinischen Kaiser Johannes Tzimiskes und den Abbasiden hielt sich Armenien weitgehend neutral und zwang die Kampfparteien erfolgreich, seine eigenen Grenzen zu respektieren. Die byzantinische Armee begann ihren Feldzug durch die Ebene von Mush, um von Armenien aus den entscheidenden Schlag gegen die Araber auszuführen, aber als sie auf die 30.000 Mann starke Armee von Aschot traf, änderte sie ihre Pläne und verließ Armenien. Dafür unterstützte Aschot Tzimiskes mit 10.000 Soldaten, die ihn in seiner Kampagne in Mesopotamien begleiteten.
Man glaubt, dass Aschot entweder in Ani selbst oder im nahegelegenen Horomos-Kloster beigesetzt worden ist.

### Unter-Königreiche
Unter Aschots III. Regierung entwickelte sich eine neue Einrichtung, die auch unter seinen Nachfolgern noch stärker werden sollte: die Entstehung von Unter-Königreichen im Gebiet des Bagratuni-Armenien. Aschot III. hatte seinen Bruder Mushegh I. nach Kars (Vanand) entsandt, um dort zu regieren, und hatte ihm dazu gestattet, den Titel „König“ zu führen. Der Herrschaftsdistrikt von Dzoraget am Sewansee wurde 966 an Aschots Sohn Gurgen, den Stammvater des Kyurikiden-Zweiges, übertragen, und er nahm später den Titel „König“ an. Die Vermehrung der Königtümer nutzte Armenien so lange, wie der König in Ani stark war und seine Vorherrschaft über die anderen Könige halten konnte. Bald jedoch sollten die Könige, wie auch die Bischöfe, die die Position des Katholikos für sich beanspruchten und ihre eigenen Gesetze schufen, die Grenzen ihrer Autonomie austesten.